# Тиранець ямайський
Тира́нець ямайський (Myiopagis cotta) — вид горобцеподібних птахів родини тиранових (Tyrannidae). Ендемік Ямайки.

## Опис
Довжина птаха становить 12-13 см, вага 11,5-13 г. Забарвлення переважно зеленувато-оливкове, тім'я дещо тьмяніше, на тімені оранжево-жовта пляма. Нижня частина тіла сірувато-жовта.

## Поширення і екологія
Ямайські тиранці живуть у вологих рівнинних і гірських тропічних лісах, в сухих тропічних лісах і чагарникових заростях та на плантаціях. Зустрічаються на висоті до 2000 м над рівнем моря. Живляться переважно комахами, а також дрібними плодами.